# 六氟化铂
六氟化铂，又称氟化铂(VI)，化学式为PtF6。它是一个深红色的挥发性固体，气态时则变成红棕色。该化合物中铂的氧化态为+6，只有四个d电子，呈顺磁性，基态时为三线态。PtF6是很强的氧化剂和氟化剂，甚至可以氧化氙，造就第一个惰性气体化合物六氟合铂酸氙的发现。

## 合成
PtF6首次由金属铂与氟气化合制备，此反应至今仍是首选方法。
Pt + 3 F2 → PtF6
此外，六氟化铂也可由PtF5在130 °C下歧化得到，而反应物PtF5可由氟化PtCl2制得。
2 PtCl2 + 5 F2 → 2 PtF5 + 2 Cl2
2 PtF5 → PtF6 + PtF4

## 性质
六氟化铂是暗红色晶体，蒸汽则呈红棕色，在200 °C下仍然稳定。固态和气态六氟化铂都为八面体构型，Pt-F键长为185 pm。

## 反应
PtF6是强氧化剂，甚至可以和氙反应，生成六氟合铂酸氙（XePtF6）。1962年发现的此反应证明了稀有气体也能形成化合物。此外，PtF6也可以氧化氧气，生成含有二氧基（O2+）的化合物六氟合铂酸氧（O2PtF6）。它剧烈水解，生成[PtF6]2-，并放出氧气。
PtF6能和三氟化溴、四氟化镎、四氟化钚反应，分别生成五氟化溴、六氟化镎、六氟化钚。它还能和亚硝酰氟、硝酰氟、四氧化二氮反应，分别生成NOPtF6、NO2PtF6、N2O3PtF6。PtF6也会和一氧化氮反应，产生NOPtF6，但无法和一氧化二氮反应。
它和氯酰氟或五氟化氯反应，生成六氟合氯(VII)𬭩盐。它和氟化铯在氟化氢里反应，生成CsPtF6，并放出氟气。

## 延伸阅读
- Holleman, A. F.; Wiberg, E. "Inorganic Chemistry" Academic Press: San Diego, 2001. ISBN 0-12-352651-5.